# Iglesia de San Francisco (San Fernando, Chile)
La iglesia de San Francisco es una iglesia católica ubicada en la ciudad de San Fernando, provincia de Colchagua. Fue declarada Monumento Nacional de Chile, en la categoría de Monumento Histórico, mediante el Decreto N.º 936 de 1984.

## Historia
En 1755, los jesuitas iniciaron la construcción de una iglesia en la naciente villa de San Fernando, para reemplazar una antigua capilla. Estas obras no terminaron, debido a la expulsión de la orden en 1767. La Orden Franciscana recibió el inmueble, integrado por una casa, la iglesia a medio construir, y un colegio. El templo fue concluido, pero en 1891 fue demolido y, en su lugar, se iniciaron los trabajos para levantar el actual edificio.
Con el financiamiento de los feligreses sanfernandinos, la nueva Iglesia de San Francisco de San Fernando se construyó bajo el mando del fray Juan Bautista Labra. El Consejo de Monumentos Nacionales describe al edificio como compuesto por "tres naves separadas por arquerías, además de dos naves laterales decoradas con grandes altares. El estilo ecléctico de la iglesia refleja las distintas influencias arquitectónicas de fines del siglo XIX, predominando el neorrománico y el neogótico. La construcción cuenta además con una torre de 32 m que termina en una cúpula añadida en 1930".
En la actualidad, el templo se encuentra cerrado al público debido a los daños que sufrió en 2010 tras el terremoto de aquel año. El inmueble había sido restaurado entre 2008 y 2010, pero no alcanzó a ser reinaugurado antes de la catástrofe.
En 1984 fue declarada Monumento Nacional "pues constituye una presencia permanente de la imagen urbana de la ciudad y un hito señalizador, además de su valor histórico y arquitectónico".